# Campeonato Europeo de Ciclismo en Pista de 2016
El VII Campeonato Europeo de Ciclismo en Pista se celebró en Saint-Quentin-en-Yvelines (Francia) entre el 19 y el 23 de octubre de 2016 bajo la organización de la Unión Europea de Ciclismo (UEC) y la Federación Francesa de Ciclismo.
Las competiciones se realizaron en el Velódromo Nacional de Saint-Quentin-en-Yvelines. Fueron disputadas 22 pruebas, 11 masculinas y 11 femeninas.

## Medallistas

### Masculino
| Evento                          | Oro                                                                                              | Plata | Bronce                                                                              |
| ------------------------------- | ------------------------------------------------------------------------------------------------ | --- | ----------------------------------------------------------------------------------- |
| Velocidad individual (22.10)    | Pavel Yakushevski · Rusia                                                                        | Roy van den Berg · Países Bajos                                                                             | Andri Vynokurov · Ucrania                                                           |
| Velocidad por equipos (20.10)   | Polonia · Maciej Bielecki · Kamil Kuczyński · Mateusz Rudyk · Mateusz Lipa · 43,211              | Reino Unido Jack Carlin Ryan Owens Joseph Truman 43,389                                                     | Alemania · Eric Engler · Robert Förstemann · Jan May · 43,083                       |
| Persecución individual (22.10)  | Corentin Ermenault Francia 4:18,778                                                              | Filippo Ganna · Italia · 4:19,084                                                                           | Dion Beukeboom · Países Bajos · 4:20,568                                            |
| Persecución por equipos (20.10) | Francia Thomas Denis Corentin Ermenault Florian Maitre Benjamin Thomas Sylvain Chavanel 3:57,594 | Italia · Filippo Ganna · Simone Consonni · Francesco Lamon · Michele Scartezzini · Liam Bertazzo · 3:58,871 | Reino Unido Matthew Bostock Oliver Wood Kian Emadi-Coffin Mark Stewart Steven Burke |
| 1 km contrarreloj (19.10)       | Quentin Lafargue Francia 1:00,685                                                                | Eric Engler · Alemania · 1:00,807                                                                           | Tomáš Bábek · República Checa · 1:00,966                                            |
| Carrera por puntos (22.10)      | Niklas Larsen Dinamarca 83 pts.                                                                  | Kenny De Ketele · Bélgica · 53 pts.                                                                         | Raman Ramanau · Bielorrusia · 36 pts.                                               |
| Scratch (19.10)                 | Gaël Suter · Suiza                                                                               | Adrian Tekliński · Polonia                                                                                  | Wim Stroetinga · Países Bajos                                                       |
| Keirin (23.10)                  | Tomáš Bábek · República Checa                                                                    | Andri Vynokurov · Ucrania                                                                                   | Charlie Conord Francia                                                              |
| Madison (23.10)                 | Sebastián Mora Vedri · Albert Torres Barceló · España · 51 pts.                                  | Morgan Kneisky Benjamin Thomas Francia 45 pts.                                                              | Kenny De Ketele · Moreno De Pauw · Bélgica · 44 pts.                                |
| Eliminación (20.10)             | Loïc Perizzolo · Suiza                                                                           | Jristos Volikakis · Grecia                                                                                  | Jiří Hochmann · República Checa                                                     |
| Ómnium (21.10)                  | Albert Torres Barceló · España · 126 pts.                                                        | Gaël Suter · Suiza · 123 pts.                                                                               | Benjamin Thomas Francia 114 pts.                                                    |

### Femenino
| Evento                          | Oro | Plata | Bronce                                                                 |
| ------------------------------- | --- | --- | ---------------------------------------------------------------------- |
| Velocidad individual (23.10)    | Simona Krupeckaitė · Lituania                                                                                 | Anastasiya Voinova · Rusia                                                                                    | Tania Calvo Barbero · España                                           |
| Velocidad por equipos (20.10)   | Rusia · Daria Shmeliova · Anastasiya Voinova · 33,356                                                         | España · Tania Calvo Barbero · Helena Casas Roige · 33,425                                                    | Lituania · Simona Krupeckaitė · Miglė Marozaitė · 33,871               |
| Persecución individual (21.10)  | Katie Archibald Reino Unido 3:29,878                                                                          | Justyna Kaczkowska · Polonia · 3:33,188                                                                       | Anna Turvey Irlanda 3:36,591                                           |
| Persecución por equipos (20.10) | Italia · Elisa Balsamo · Tatiana Guderzo · Simona Frapporti · Silvia Valsecchi · Francesca Pattaro · 4:22,314 | Polonia · Justyna Kaczkowska · Katarzyna Pawłowska · Daria Pikulik · Nikol Płosaj · Lucja Pietrzak · 4:27,845 | Reino Unido Emily Kay Dannielle Khan Manon Lloyd Emily Nelson 4:26,744 |
| 500 m contrarreloj (19.10)      | Daria Shmeliova · Rusia · 34,310                                                                              | Pauline Grabosch · Alemania · 34,318                                                                          | Anastasiya Voinova · Rusia · 34,483                                    |
| Carrera por puntos (21.10)      | Kirsten Wild · Países Bajos · 25 pts.                                                                         | Jolien D'Hoore · Bélgica · 24 pts.                                                                            | Katarzyna Pawłowska · Polonia · 14 pts.                                |
| Scratch (20.10)                 | Aušrinė Trebaitė · Lituania                                                                                   | Elinor Barker Reino Unido                                                                                     | Kirsten Wild · Países Bajos                                            |
| Keirin (21.10)                  | Liubov Basova · Ucrania                                                                                       | Nicky Degrendele · Bélgica                                                                                    | Simona Krupeckaitė · Lituania                                          |
| Madison (23.10)                 | Jolien D'Hoore · Lotte Kopecky · Bélgica · 36 pts.                                                            | Emily Kay Emily Nelson Reino Unido 26 pts.                                                                    | Nina Kessler · Kirsten Wild · Países Bajos · 22 pts.                   |
| Eliminación (19.10)             | Kirsten Wild · Países Bajos                                                                                   | Katie Archibald Reino Unido                                                                                   | Laurie Berthon Francia                                                 |
| Ómnium (22.10)                  | Katie Archibald Reino Unido 141 pts.                                                                          | Kirsten Wild · Países Bajos · 135 pts.                                                                        | Lotte Kopecky · Bélgica · 131 pts.                                     |

## Medallero
| Núm. | País            | Oro | Plata | Bronce | Total |
| ---- | --------------- | --- | ----- | ------ | ----- |
| 1    | Francia         | 3   | 1     | 3      | 7     |
| 2    | Rusia           | 3   | 1     | 1      | 5     |
| 3    | Reino Unido     | 2   | 4     | 2      | 8     |
| 4    | Países Bajos    | 2   | 2     | 4      | 8     |
| 5    | España          | 2   | 1     | 1      | 4     |
| 6    | Suiza           | 2   | 1     | 0      | 3     |
| 7    | Lituania        | 2   | 0     | 2      | 4     |
| 8    | Bélgica         | 1   | 3     | 2      | 6     |
| 9    | Polonia         | 1   | 3     | 1      | 5     |
| 10   | Italia          | 1   | 2     | 0      | 3     |
| 11   | Ucrania         | 1   | 1     | 1      | 3     |
| 12   | República Checa | 1   | 0     | 2      | 3     |
| 13   | Dinamarca       | 1   | 0     | 0      | 1     |
| 14   | Alemania        | 0   | 2     | 1      | 3     |
| 15   | Grecia          | 0   | 1     | 0      | 1     |
| 16   | Bielorrusia     | 0   | 0     | 1      | 1     |
| 16   | Irlanda         | 0   | 0     | 1      | 1     |
|      | TOTAL           | 22  | 22    | 22     | 66    |